# Gordon Freeman
Gordon Freeman este un personaj fictiv și protagonistul tăcut din serialul Half-Life. El este un om de știintă care a fost gradat din MIT cu un PhD în Fizică teoretică, Gordon a lucrat într-un loc numit Black Mesa research facility. După incidentul numit "Cascada de rezonanță", Gordon trebuie să atace extratereștrii precum headcrab, vortiguant etc. Și în curând soldați HECU (și curând în Half-Life 2, soldați Combine) pentru a-și continua propriul său drum.
1. ↑   https://combineoverwiki.net/wiki/Gordon_Freeman, accesat în 12 ianuarie 2023 Lipsește sau este vid: |title= (ajutor)